# 노엘 셰리던
노엘 셰리던(Noel Sheridan, 1936년 ~ 2006년)은 아일랜드의 미술가이자 미술교육가이며 문화행정가다. 화가이자 개념미술가이자 퍼포먼스 아트를 하는 작가로서 활발히 창작 활동을 하면서 아일랜드와 호주 양편을 오가며 미술교육가이자 문화행정가로도 큰 족적을 남겼다.

## 생애
노엘 셰리던은 1936년 12월 12일 아일랜드 더블린에서 희극배우 세실 셰리던(Cescil Sheridan, 1910~1980)과 낸 도일(Nan Doyle Sheridan)의 사이에서 1남 2녀 중 아들로 태어났다.:"The Head", 153~164 더블린의 트리니티 칼리지와 미국 뉴욕의 컬럼비아 대학교에서 공부했다. 본격적인 전시 활동은 1958년부터 시작되었으며, 아일랜드와 호주 양편을 오가며 많은 공적을 쌓았고, 2006년 7월 12일에 호주 퍼스에서 사망했다. 1994년에 오스트레일리아 예술위원회가 자국의 문화에 공헌했다고 명예훈장을 수여했다.

## 활동
1959년 제1회 파리 비엔날레에 아일랜드 대표로 작품을 출품했고, 1961년에는 유네스코가 후원하고 국제조형예술협회 프랑스 위원회가 주최한 파리 세계청년화가대회에 아일랜드 대표로 참가했다. 1963년에는 뉴욕에 가서 1970년까지 필라델피아, 워싱턴 등을 방문하며 미국에서 주로 작업했다.:205 1965년과 1969년에는 더블린에서 열린 아일랜드 생활미술전에 참가해서 회화 부문에서 캐롤상(Carrol Prize)을 수상하기도 했다. 1971년부터 호주 시드니, 멜버른, 애들레이드 등을 방문했는데, 평소 친분이 두텁던 도널드 브룩이 애들레이드에 자신이 창설한 실험미술재단을 운영해달라고 요청하자 1975년부터 1980년까지 호주에 머물면서 실험미술재단의 초대 이사장직을 맡아 애들레이드란 도시가 실험미술의 중심지로 부각되게 이끌었다. 퍼스 현대 미술 학교(PICA)를 창설하고 4년 동안 운영도 했다. 1980년에 다시 아일랜드로 돌아와 1980년부터 2002년까지 더블린의 아트 앤 디자인 국립대학(NCAD) 학장을 역임했고, 1981년에는 문인들의 주도 하에 창립된 아일랜드 예술가 협회 이스다나(Aosdána)에 멤버로 선출되었다. 2001년에는 더블린에서 자신의 미술사적 관심과 고민을 시대별로 정리한 자전적 에세이 《상(像)에 대하여(On reflection)》를 출간했다. 그에게 연극적 관심을 심어준 희극배우 아버지 세실 셰리던에 대한 챕터("두목(The Head)")도 포함되어 있다. 그는 평생 이 나라 저 나라를 이동하며 작업했고, 지리적으로뿐 아니라 철학적으로도 아무런 경계나 한계가 없었다. 그는 다재다능하고 카리스마 넘치며 독창적이었던 인물로 주변 사람들에게 기억되고 있다.

## 전시회
2001년 더블린의 RHA 미술관(Royal Hibernian Academy)에서 회고전이 열렸다.

## 서적
- Noel Sheridan, 《On reflection》, Doubline: Four Courts Press, 2001. ISBN 1-85182-609-2

## 같이 보기
- "노엘 셰리단: 왜 예술가가 되려고?(Noel Sheridan: Why be an artist?)" 비메오 동영상 - 뉴 사우스 웨일즈 아트 갤러리(Art Gallery of New South Wales)에서 기획한 "호주 퍼스펙타(Australian Perspecta)"전(1997) 용으로 레이 호바(Leigh Hobba)가 1996년에 만든 다큐멘터리 《아날로그에서 나와(Out of the Analogue)》의 일부.
- 세실 셰리던